# Balsall Common
Balsall Common, ook Balsall, is een civil parish in het bestuurlijk gebied Solihull, in het Engelse graafschap West Midlands. De civil parish telt 6.234 inwoners. Het is een van de twee civil parishes binnen het dorp (village) Balsall Commons. De andere civil parish van Balsall Commons is Berkswell.
De civil parish Balsall omvat de plaatsen Balsall Street, Temple Balsall, Fen End en Chadwick End.